# Gradska (Crna Trava)
Gradska (Servisch cyrillisch Градска) is een plaats in de Servische gemeente Crna Trava. De plaats telt 337 inwoners (2002).